# Cantó de Deuil-la-Barre
El cantó de Deuil-la-Barre és un cantó francès del departament de la Val-d'Oise, situat al districte de Sarcelles. Creat amb la reorganització cantonal del 2015.

## Municipis
- Deuil-la-Barre
- Groslay
- Montmagny
- Saint-Brice-sous-Forêt